# David Richards (generał)
Dawid Richards, baron Richards of Herstmonceux (ur. 4 marca 1952) – brytyjski generał, Szef Sztabu Obrony Zjednoczonego Królestwa w latach 2010–2013.

## Życiorys
Urodził się 4 marca 1952 roku. Po ukończeniu Eastbourne College wstąpił do Królewskiej Szkoły Artylerii i w roku 1971 został mianowany do stopnia podporucznika. W roku 1974 ukończył na uniwersytecie w Cardiff studia z zakresu stosunków międzynarodowych. Początki jego kariery wojskowej upłynęły w Niemczech i Północnej Irlandii. W roku 1974 mianowany porucznikiem, a w roku 1977 kapitanem. Po ukończeniu w 1984 roku Staff College w Camberley mianowany majorem obejmuje dowodzenie baterią artylerii w 47. Pułku. 30 czerwca 1989 roku mianowany podpułkownikiem rozpoczął służbę jako szef sztabu brygady. Po kolejnych trzech latach pracy jako instruktor w szkole artylerii objął dowodzenie 3. Królewskim Pułkiem Konnej Artylerii. W grudniu 1995 roku – po ukończeniu Higher Command and Staff Course – mianowany brygadierem i wyznaczony na stanowisko dowódcy 4. Brygady stacjonującej w Niemczech. W roku 2000 dowodził brytyjskimi siłami połączonymi w Sierra Leone. W roku 2006 został Szefem Sztabu Korpusu Szybkiego Reagowania NATO w stopniu generała-majora. W lipcu 2001 został dowódcą połączonych sił międzynarodowych w Afganistanie. W dniu 1 lutego 2008 roku został wyznaczony dowódcą Wojsk Lądowych i mianowany generałem, a 29 października 2010 objął najwyższe stanowisko dowódcze żołnierza w armii brytyjskiej – Sztabu Obrony Zjednoczonego Królestwa, które pełnił do 18 lipca 2013.
Po zwolnieniu z armii pracował jako doradca w Międzynarodowym Instytucie Spraw Międzynarodowych, uczy studentów historii wojskowej oraz uprawia żeglarstwo.
Od 24 lutego 2014 roku zasiada w brytyjskiej Izbie Lordów.
Odznaczony między innymi Orderem Imperium Brytyjskiego i Orderem Łaźni.